# MacBook Air
MacBook Air — линейка ноутбуков серии MacBook с 13,6-дюймовым экраном, выпускаемых компанией Apple с 2008 года.
С 2008 по 2022 гг. выпускалась 13,3" версия, а с 2010 по 2016 гг. выпускался 11,6" вариант. 
В 2023 году была представлена 15,3" версия.

## История
Стив Джобс представил первый MacBook Air на конференции Macworld Conference & Expo 15 января 2008 года. Ноутбук изначально позиционировался как самый тонкий в мире (1,94 см против 1,98 см у прошлого рекордсмена, Toshiba Portege R200 2005 года). MacBook Air первого поколения обладали только 13,3-дюймовым экраном, первая версия была оснащена процессором Intel Core 2 Duo, видеокартой Intel GMA X3100 и съёмным 1,8" 80 Гб PATA жёстким диском; С первого же поколения все возможные компоненты, кроме аудиокарты и модуля wi-fi, были распаяны на материнской плате. В конце 2008 года была представлена вторая версия ноутбука: процессор был обновлён на более быстрый (поколения Penryn) и использована графика Nvidia GeForce, ёмкость жёсткого диска увеличена, а микро-DVI видеопорт был заменён на Mini DisplayPort. В середине 2009 года обновления, прошедшие наряду с линейкой MacBook Pro, показали значительное увеличение ёмкости батареи.
20 октября 2010 года Apple выпустила переработанную 13,3" модель, с улучшенным корпусом, увеличенным разрешением экрана, усиленной батареей и флэш-памятью собственного проприетарного формата вместо 1,8" жёсткого диска. Кроме того, была представлена новая модель с 11,6" экраном, которая обладала меньшей стоимостью, весом, жизнью батареи и производительностью по отношению к модели 13,3", но всё ещё большей, чем у большинства машин на актуальных тогда более дешёвых 11" Intel Atom. Следующие модели от 2011 года были оснащены новыми 1,6- или 1,7-ГГц двухъядерными процессорами Intel Core i5 или 1,8-ГГц, либо двухъядерными процессорами Intel Core i7 (в 13,3" модели), встроенной графической картой Intel HD Graphics 3000 и 4 Гб распаянной оперативной памяти (в 13,3" модели).
11 июня 2012 года Apple выпустила обновлённую модель в том же форм-факторе, как и в предыдущей модели. Новая модель работает на новых (Ivy Bridge) двухъядерных процессорах Intel Core i5 и i7 и имеет два разъёма USB третьего поколения, новую 720p FaceTime камеру, и новый порт MagSafe 2. 10 июня 2013 года на WWDC были представлены новые модели MacBook Air. 11" и 13" модели оснащены новым Haswell ULT 1,3 ГГц двухъядерным Intel Core i5 процессором, с Turbo Boost до 2,6 ГГц (опционально 1,7 ГГц Dual-Core i7, с Turbo Boost до 3,3 ГГц). Минимальная ёмкость SSD составила 128 ГБ. Благодаря тому, что новый ноутбук работает на Haswell процессоре со сниженными частотами и вольтажом, время автономной работы было значительно улучшено по сравнению с предыдущим поколением: 11" модель способна работать без подзарядки до 9 часов, а 13" модель — до 12 часов. В версии 2014 года частота процессора Core i5 в базовой конфигурации вновь увеличена с 1,3 ГГц (Turbo Boost до 2,6 ГГц) до 1,4 ГГц (Turbo Boost до 2,7 ГГц), топовая конфигурация также получила более производительный процессор Core i7 с частотой 1,8 ГГц вместо 1,7 ГГц.
В марте 2015 года новые модели были оснащены процессорами Broadwell, графикой Intel HD Graphics 6000, Thunderbolt 2, более быстрыми накопителями и памятью. В 2017 году 13-дюймовая модель получила увеличение частоты процессора с 1,6 ГГц до 1,8 ГГц, а 11-дюймовая модель была снята с производства. Модель осталась в продаже после того, как Apple выпустила следующее поколение в 2018 году. Она была снята с производства в июле 2019 года. До снятия с производства это был последний ноутбук Apple с портами USB Type-A, дисплеем не-Retina и задним логотипом Apple с подсветкой.
30 октября 2018 года компания Apple выпустила MacBook Air третьего поколения с процессорами Amber Lake, 13,3-дюймовым дисплеем Retina с разрешением 2560×1600 пикселей, Touch ID, двумя комбинированными портами USB-C 3.1 Gen 2/Thunderbolt 3 плюс один аудиоразъём. Экран отображает на 48 % больше цветов, ободки стали на 50 % уже, чем у предыдущего поколения, и занимает на 17 % меньше объёма. Толщина уменьшилась до 15,6 мм, а вес — до 1,25 кг (2,75 фунта). Он был доступен в трёх вариантах отделки — серебристом, космическом сером и золотистом. В отличие от предыдущего поколения, эта модель не могла поставляться с процессором Intel Core i7.
Базовая модель 2018 года поставлялась с 8 ГБ оперативной памяти LPDDR3 2133 МГц, SSD 128 ГБ, процессором Intel Core i5 (базовая частота 1,6 ГГц, с Turbo до 3,6 ГГц) с Intel UHD Graphics 617.
Apple выпустила обновлённые модели в июле 2019 года с технологией дисплея True Tone и обновлённой клавиатурой-бабочкой, использующей те же компоненты, что и MacBook Pro середины 2019 года. Тест показал, что скорость чтения 256 ГБ SSD в модели 2019 года на 35 % ниже, чем 256 ГБ SSD в модели 2018 года, хотя скорость записи немного выше.
Обновлённые модели были выпущены в марте 2020 года с процессорами Ice Lake, обновлённой графикой, поддержкой вывода 6K для работы с Pro Display XDR и другими 6k-мониторами, а также заменой клавиатуры-бабочки на Magic Keyboard, аналогичную той, что установлена в 16-дюймовом MacBook Pro 2019 года.
10 ноября 2020 года компания Apple анонсировала обновлённый MacBook Air с процессором M1, разработанным Apple, который был выпущен вместе с обновлённым Mac Mini и 13-дюймовым MacBook Pro в качестве первых Mac с новой линейкой процессоров Apple на базе ARM. Устройство не имеет вентиляторов. Также добавлена поддержка Wi-Fi 6, USB 4 / Thunderbolt 3 и Wide color (P3). MacBook Air на M1 может работать только с одним внешним дисплеем; предыдущая модель на базе Intel могла работать с двумя 4K-дисплеями. Камера FaceTime осталась 720p, но Apple рекламирует улучшенный процессор сигналов изображения для более качественного видео.
6 июня 2022 года компания Apple анонсировала полностью обновлённый MacBook Air с процессором M2. Он имеет вырез, как у 14- и 16-дюймовых MacBook Pro, анонсированных в октябре 2021 года, и плоский дизайн, отказавшись от клиновидного дизайна предыдущих моделей MacBook Air. Apple также анонсировала новый цвет MacBook Air - Midnight.
4 марта 2024 года компания Apple представила обновлённые модели MacBook Air с процессором M3. Устройства сохранили дизайн предшественника на базе M2 и были доступны в двух размерах — 13 и 15 дюймов. Основными улучшениями стали повышение производительности благодаря новому чипу M3, поддержка двух внешних дисплеев при закрытой крышке ноутбука, а также добавление Wi-Fi 6E для более быстрой беспроводной связи.
5 марта 2025 года Apple анонсировала MacBook Air с процессором M4, ставший первым ноутбуком компании с поддержкой расширенных возможностей искусственного интеллекта Apple Intelligence. Устройства доступны в тех же диагоналях экрана, но получили возможность конфигурации с объединённой памятью до 32 ГБ, а также улучшенную энергоэффективность, обеспечивающую до 18 часов работы без подзарядки. Внешне модель осталась практически идентичной версии на M3.

## Модели
|  | Не поддерживаются |  | Не производятся |  | Продаются |

| Таблица моделей                   | Таблица моделей                                                        | Таблица моделей                                                        | Таблица моделей                                                        | Таблица моделей                                                        | Таблица моделей                                                                                         | Таблица моделей                                                                              | Таблица моделей                                                                           | Таблица моделей                                                                           | Таблица моделей                                                                           | Таблица моделей                                                                       | Таблица моделей                                                                                      | Таблица моделей                                                                                      | Таблица моделей                                                  | Таблица моделей                                                                        |
| Год выпуска                       | Начало 2008                                                            | Конец 2008                                                             | Середина 2009                                                          | Конец 2010                                                             | Середина 2011                                                                                           | Середина 2012                                                                                | Середина 2013                                                                             | Начало 2014                                                                               | Начало 2015                                                                               | Середина 2017                                                                         | 2018                                                                                                 | 2019                                                                                                 | M1 2020                                                          | M2 2022                                                                                |
| --------------------------------- | ---------------------------------------------------------------------- | ---------------------------------------------------------------------- | ---------------------------------------------------------------------- | ---------------------------------------------------------------------- | --- | -------------------------------------------------------------------------------------------- | ----------------------------------------------------------------------------------------- | ----------------------------------------------------------------------------------------- | ----------------------------------------------------------------------------------------- | ------------------------------------------------------------------------------------- | --- | --- | ---------------------------------------------------------------- | -------------------------------------------------------------------------------------- |
| Номера моделей                    | N/A                                                                    | N/A                                                                    | N/A                                                                    | MC505LL/, MC506LL/A                                                    | MC967, MC968                                                                                            | MD223, MD224                                                                                 | MD711RU/A, MD712RU/A                                                                      | MD711RU/B, MD712RU/B                                                                      | MJVP1RU/B, MJVP2RU/B                                                                      | MQD32RU/A, MQD42RU/A                                                                  | MRE82xx/A, MREA2xx/A, MREE2xx/A, MRE92xx/A, MREC2xx/A, MREF2xx/A, MUQT2xx/A, MUQU2xx/A, MUQV2xx/A    | MVFH2xx/A, MVFJ2xx/A, MVFK2xx/A, MVFL2xx/A, MVFM2xx/A, MVFN2xx/A, MVH62xx/A, MVH82xx/A               | MGN63xx/A, MGN93xx/A, MGND3xx/A, MGN73xx/A, MGNA3xx/A, MGNE3xx/A | MLXW3xx/A, MLXX3xx/A, MLXY3xx/A, MLY03xx/A, MLY13xx/A, MLY23xx/A, MLY33xx/A, MLY43xx/A |
| Номера моделей                    | MB003RS/A, MB543RS/A, MB940RS/A                                        | MC233RS/A, MC234RS/A                                                   | MC233RS/A, MC234RS/A                                                   | MC503LL/A, MC504LL/A                                                   | MC965, MC966                                                                                            | MD231, MD232                                                                                 | MD760RU/A, MD761RU/A                                                                      | MD760RU/B, MD761RU/B                                                                      | MJVE1RU/B, MJVE2RU/B                                                                      | MQD32RU/A, MQD42RU/A                                                                  | MRE82xx/A, MREA2xx/A, MREE2xx/A, MRE92xx/A, MREC2xx/A, MREF2xx/A, MUQT2xx/A, MUQU2xx/A, MUQV2xx/A    | MVFH2xx/A, MVFJ2xx/A, MVFK2xx/A, MVFL2xx/A, MVFM2xx/A, MVFN2xx/A, MVH62xx/A, MVH82xx/A               | MGN63xx/A, MGN93xx/A, MGND3xx/A, MGN73xx/A, MGNA3xx/A, MGNE3xx/A | MLXW3xx/A, MLXX3xx/A, MLXY3xx/A, MLY03xx/A, MLY13xx/A, MLY23xx/A, MLY33xx/A, MLY43xx/A |
| Дисплей                           | N/A                                                                    | N/A                                                                    | N/A                                                                    | 11,6" TN, с разрешением 1366×768 (16:9)                                | 11,6" TN, с разрешением 1366×768 (16:9)                                                                 | 11,6" TN, с разрешением 1366×768 (16:9)                                                      | 11,6" TN, с разрешением 1366×768 (16:9)                                                   | 11,6" TN, с разрешением 1366×768 (16:9)                                                   | 11,6" TN, с разрешением 1366×768 (16:9)                                                   |                                                                                       | | |                                                                  |                                                                                        |
| Дисплей                           | 13,3" TN, с разрешением 1280×800 (16:10)                               | 13,3" TN, с разрешением 1280×800 (16:10)                               | 13,3" TN, с разрешением 1280×800 (16:10)                               | 13,3" TN, с разрешением 1440×900 (16:10)                               | 13,3" TN, с разрешением 1440×900 (16:10)                                                                | 13,3" TN, с разрешением 1440×900 (16:10)                                                     | 13,3" TN, с разрешением 1440×900 (16:10)                                                  | 13,3" TN, с разрешением 1440×900 (16:10)                                                  | 13,3" TN, с разрешением 1440×900 (16:10)                                                  | 13,3" TN, с разрешением 1440×900 (16:10)                                              | 13,3" IPS, с разрешением 2560×1600 (16:10) (227 ppi)                                                 | 13,3" IPS, с разрешением 2560×1600 (16:10) (227 ppi)                                                 | 13,3" IPS, с разрешением 2560x1600 (16:10) (227 ppi)             | 13,6" IPS, с разрешением 2560x1664 (224 ppi)                                           |
| Видеокарта (встроена)             | Intel GMA X3100 с 144 MB DDR2 занимаемой из оперативной памяти         | nVidia GeForce 9400M с 256 MB DDR3 занимаемой из оперативной памяти    | nVidia GeForce 9400M с 256 MB DDR3 занимаемой из оперативной памяти    | nVidia GeForce 320M с 256 MB DDR3 занимаемой из оперативной памяти     | Intel HD Graphics 3000 с 256 (11" модель) или 384 MB (13" модель) DDR3 занимаемой из оперативной памяти | Intel HD Graphics 4000 с 384 MB DDR3 занимаемой из оперативной памяти                        | Intel HD Graphics 5000 с 1536 MB DDR3L                                                    | Intel HD Graphics 5000 с 1536 MB DDR3L                                                    | Intel HD Graphics 6000 с 1536 MB DDR3L                                                    | Intel HD Graphics 6000 с 1536 MB DDR3L                                                | Intel UHD Graphics 617. Поддержка внешних графических процессоров (eGPU) с интерфейсом Thunderbolt 3 | Intel UHD Graphics 617. Поддержка внешних графических процессоров (eGPU) с интерфейсом Thunderbolt 3 | Apple M1 GPU (7 ядер или 8 ядер)                                 | Apple M2 GPU (8 ядер или 10 ядер)                                                      |
| Процессор                         | Intel Core 2 Duo                                                       | Intel Core 2 Duo                                                       | Intel Core 2 Duo                                                       | Intel Core 2 Duo                                                       | Intel Core i5/Core i7 (dual-core)                                                                       | Intel Core i5/Core i7 (dual-core)                                                            | Intel Core i5/Core i7 (dual-core)                                                         | Intel Core i5/Core i7 (dual-core)                                                         | Intel Core i5/Core i7 (dual-core)                                                         | Intel Core i5/Core i7 (dual-core)                                                     | Intel Core i5/Core i7 (dual-core)                                                                    | Intel Core i5/Core i7 (dual-core)                                                                    | Apple M1                                                         | Apple M2                                                                               |
| Процессор                         | N/A                                                                    | N/A                                                                    | N/A                                                                    | (11")1,4 ГГц (SU9400) или 1,6 Ггц (SU9600) с 3 MB on-chip L2 кэша      | (11")1,6 ГГц (i5-2467M) c 3MB shared L3 кэша Опция — 1,8 ГГц (i7-2677M) c 4 MB shared L3 кэша           | (11")1,7 ГГц (i5-3317U) с 3MB shared L3 кэша Опция — 2 ГГц (i7-3667U) c 4 MB shared L3 кэша  | 1,3 ГГц (i5-4250U) с 3 MB shared L3 кэша Заказ — 1,7 ГГц (i7-4650U) c 4 MB shared L3 кэша | 1,4 ГГц (i5-4260U) с 3 MB shared L3 кэша Заказ — 1,7 ГГц (i7-4650U) c 4 MB shared L3 кэша | 1.6 ГГц (i5-5250U) с 3 MB shared L3 кэша Заказ — 2,2 ГГц (i7-5650U) c 4 MB shared L3 кэша | N/A                                                                                   | N/A                                                                                                  | N/A                                                                                                  |                                                                  |                                                                                        |
| Процессор                         | 1,6 ГГц (P7500) или 1,8 Ггц (P7700) с 6 MB on-chip L2 кэша             | 1,6 ГГц (SL9300) или 1,86 Ггц (SL9400) с 6 MB on-chip L2 кэша          | (13")1,86 ГГц (SL9400) или 2,13 Ггц (SL9600) с 6 MB on-chip L2 кэша    | (13")1,86 ГГц (SL9400) или 2,13 Ггц (SL9600) с 6 MB on-chip L2 кэша    | (13") 1,7 ГГц (i5-2557M) с 3MB shared L3 кэша 1,8 ГГц (i7-2677M) с 4 MB shared L3 кэша                  | (13") 1,8 ГГц (i5-3427U) с 3MB shared L3 кэша Заказ — 2 ГГц (i7-3667U) c 4 MB shared L3 кэша | 1,3 ГГц (i5-4250U) с 3 MB shared L3 кэша Заказ — 1,7 ГГц (i7-4650U) c 4 MB shared L3 кэша | 1,4 ГГц (i5-4260U) с 3 MB shared L3 кэша Заказ — 1,7 ГГц (i7-4650U) c 4 MB shared L3 кэша | 1.6 ГГц (i5-5250U) с 3 MB shared L3 кэша Заказ — 2,2 ГГц (i7-5650U) c 4 MB shared L3 кэша | 1,8 ГГц (i5-5350U) с 3 MB shared L3 кэша или 2,2 ГГц (i7-5650U) с 4 MB shared L3 кэша | 1,6 ГГц (i5-8210Y) с 4 MB L3 кэша                                                                    | 1,6 ГГц (i5-8210Y) с 4 MB L3 кэша                                                                    | SoC 3.2 ГГц (5 нм, ARMv8.5-A)                                    |                                                                                        |
| FSB (шина)                        | 800 Мгц                                                                | 1066 Мгц                                                               | 1066 Мгц                                                               | 800 Мгц (11"), 1066 Мгц (13")                                          | DMI 1.0 (2.5 GT/s)                                                                                      | DMI 2.0 (5 GT/s)                                                                             | DMI 2.0 (5 GT/s)                                                                          | DMI 2.0 (5 GT/s)                                                                          | DMI 2.0 (5 GT/s)                                                                          | DMI 2.0 (5 GT/s)                                                                      | DMI 3.0 (4 GT/s)                                                                                     | DMI 3.0 (4 GT/s)                                                                                     |                                                                  |                                                                                        |
| Оперативная память (распаяна)     | 2 Гб 667 Мгц DDR2                                                      | 2 Гб 1066 Мгц DDR3                                                     | 2 Гб 1066 Мгц DDR3                                                     | 2 или 4 Гб 1066 Мгц DDR3                                               | 2 Гб (11"; опционально 4 Гб) 4 Гб (13") 1333 Мгц DDR3                                                   | 4 Гб 1600 Мгц DDR3L (опционально 8 Гб)                                                       | 4 Гб 1600 Мгц DDR3L (опционально 8 Гб)                                                    | 4 Гб 1600 Мгц DDR3L (опционально 8 Гб)                                                    | 4 Гб 1600 Мгц DDR3L (опционально 8 Гб)                                                    | 8 Гб 1600 Мгц LPDDR3                                                                  | 8 Гб 2133 МГц LPDDR3 (опционально 16 Гб)                                                             | 8 Гб 2133 МГц LPDDR3 (опционально 16 Гб)                                                             | 8 Гб объединённой памяти LPDDR4X (опционально 16 Гб)             | 8 Гб объединённой памяти LPDDR5 (опционально 16 Гб или 24 Гб)                          |
| Жёсткий диск                      | 1x 1,8" ATA                                                            | 1x 1,8" SATA                                                           | 1x 1,8" SATA                                                           | 1x SSD проприетарного формата (совместим с SATA через переходник)      | 1x SSD проприетарного формата (совместим с SATA через переходник)                                       | 1x SSD проприетарного формата (совместим с SATA через переходник)                            | 1x SSD проприетарного формата (совместим с M2\PCIe через переходник)                      | 1x SSD проприетарного формата (совместим с M2\PCIe через переходник)                      | 1x SSD проприетарного формата (совместим с M2\PCIe через переходник)                      | 1x SSD проприетарного формата (совместим с M2\PCIe через переходник)                  | | |                                                                  |                                                                                        |
| Жёсткий диск                      | 80 Гб жёсткий диск или 64 Гб SSD                                       | 120 Гб жёсткий диск или 128 Гб SSD                                     | 120 Гб жёсткий диск или 128 Гб SSD                                     | 64 или 128 Гб (11"), 128 или 256 Гб (13")                              | 64 или 128 Гб (11", опция — 256 Гб), 128 или 256 Гб (13")                                               | 64 или 128 Гб (11"; опция — 256 или 512 Гб), 128 или 256 Гб (13"; опция — 512 Гб)            | 128 или 256 Гб (опционально 512 Гб)                                                       | 128 или 256 Гб (опционально 512 Гб)                                                       | 128 или 256 Гб (опционально 512 Гб)                                                       | 128 или 256 Гб (опционально 512 Гб)                                                   | 128 или 256 Гб SSD (опционально 512 Гб или 1,5 Тб)                                                   | 128 Гб SSD (опционально 256, 512 Гб или 1 Тб)                                                        | 256 Гб SSD (опционально 512 Гб, 1 Тб или 2 Тб)                   | 256 Гб SSD (опционально 512 Гб, 1 Тб или 2 Тб)                                         |
| Камера                            | iSight (640 × 480)                                                     | iSight (640 × 480)                                                     | iSight (640 × 480)                                                     | iSight (640 × 480)                                                     | iSight (640 × 480)                                                                                      | FaceTime HD (720p)                                                                           | FaceTime HD (720p)                                                                        | FaceTime HD (720p)                                                                        | FaceTime HD (720p)                                                                        | FaceTime HD (720p)                                                                    | FaceTime HD (720p)                                                                                   | FaceTime HD (720p)                                                                                   | FaceTime HD (720p)                                               | FaceTime HD (1080p)                                                                    |
| Wi-Fi                             | встроенная карта AirPort Extreme с поддержкой стандартов 802.11a/b/g/n | встроенная карта AirPort Extreme с поддержкой стандартов 802.11a/b/g/n | встроенная карта AirPort Extreme с поддержкой стандартов 802.11a/b/g/n | встроенная карта AirPort Extreme с поддержкой стандартов 802.11a/b/g/n | встроенная карта AirPort Extreme с поддержкой стандартов 802.11a/b/g/n                                  | встроенная карта AirPort Extreme с поддержкой стандартов 802.11a/b/g/n                       | встроенная карта с поддержкой стандартов 802.11a/b/g/n/ac                                 | встроенная карта с поддержкой стандартов 802.11a/b/g/n/ac                                 | встроенная карта с поддержкой стандартов 802.11a/b/g/n/ac                                 | встроенная карта с поддержкой стандартов 802.11a/b/g/n/ac                             | встроенная карта с поддержкой стандартов 802.11a/b/g/n/ac                                            | | встроенная карта с поддержкой стандартов 802.11a/b/g/n/ac/ax     |                                                                                        |
| Bluetooth                         | модуль (2.1 + Enhanced Data Rate)                                      | модуль (2.1 + Enhanced Data Rate)                                      | модуль (2.1 + Enhanced Data Rate)                                      | модуль (2.1 + Enhanced Data Rate)                                      | модуль Broadcom BCM20702 Bluetooth 4.0 с поддержкой BLE                                                 | модуль Broadcom BCM20702 Bluetooth 4.0 с поддержкой BLE                                      | модуль Broadcom BCM20702 Bluetooth 4.0 с поддержкой BLE                                   | модуль Broadcom BCM20702 Bluetooth 4.0 с поддержкой BLE                                   | модуль Broadcom BCM20702 Bluetooth 4.0 с поддержкой BLE                                   | модуль Broadcom BCM20702 Bluetooth 4.0 с поддержкой BLE                               | Bluetooth 4.2                                                                                        | | Bluetooth 5.0                                                    | Bluetooth 5.0                                                                          |
| Поставляемые операционные системы | Mac OS X 10.5                                                          | Mac OS X 10.5 или 10.5.6                                               | Mac OS X 10.5 (или 10.6)                                               | Mac OS X 10.6                                                          | OS X 10.7                                                                                               | OS X 10.8                                                                                    | OS X 10.8.4                                                                               | OS X 10.9                                                                                 | OS X 10.10                                                                                | macOS 10.12                                                                           | MacOS Mojave                                                                                         | | macOS Big Sur (11.5)                                             | macOS Monterey                                                                         |
| Аккумулятор                       | N/A                                                                    | N/A                                                                    | N/A                                                                    | 35 Вт-час Литий-полимерный (11")                                       | 35 Вт-час Литий-полимерный (11")                                                                        | 35 Вт-час Литий-полимерный (11")                                                             | 38 Вт-час Литий-полимерный (11")                                                          | 38 Вт-час Литий-полимерный (11")                                                          | 38 Вт-час Литий-полимерный (11")                                                          | N/A                                                                                   | N/A                                                                                                  | N/A                                                                                                  |                                                                  |                                                                                        |
| Аккумулятор                       | 37 Вт-час Литий-полимерный (13")                                       | 37 Вт-час Литий-полимерный (13")                                       | 40 Вт-час Литий-полимерный (13")                                       | 50 Вт-час Литий-полимерный (13")                                       | 50 Вт-час Литий-полимерный (13")                                                                        | 50 Вт-час Литий-полимерный (13")                                                             | 54 Вт-час Литий-полимерный (13")                                                          | 54 Вт-час Литий-полимерный (13")                                                          | 54 Вт-час Литий-полимерный (13")                                                          | 54 Вт-час Литий-полимерный (13")                                                      | 50,3 Вт-час Литий-полимерный                                                                         | 49,9 Вт-час Литий-полимерный                                                                         | 49,9 Вт-час Литий-полимерный                                     | 52,6 Вт-час Литий-полимерный                                                           |
| Разъёмы                           | Порт питания MagSafe                                                   | Порт питания MagSafe                                                   | Порт питания MagSafe                                                   | Порт питания MagSafe                                                   | Порт питания MagSafe                                                                                    | Порт питания MagSafe 2                                                                       | Порт питания MagSafe 2                                                                    | Порт питания MagSafe 2                                                                    | Порт питания MagSafe 2                                                                    | Порт питания MagSafe 2                                                                | N/A                                                                                                  | N/A                                                                                                  | Порт питания MagSafe 3                                           |                                                                                        |
| Разъёмы                           | 1× USB 2.0                                                             | 1× USB 2.0                                                             | 1× USB 2.0                                                             | 2× USB 2.0                                                             | 2× USB 2.0                                                                                              | 2× USB 3.0                                                                                   | 2× USB 3.0                                                                                | 2× USB 3.0                                                                                | 2× USB 3.0                                                                                | 2× USB 3.0                                                                            | 2× USB-C 3.1 Gen 2                                                                                   | | 2× Thunderbolt/USB 4                                             | 2× Thunderbolt/USB 4                                                                   |
| Разъёмы                           | 1× выход на наушники — стерео мини джек (3,5 мм)                       |                                                                        |                                                                        |                                                                        | |                                                                                              |                                                                                           |                                                                                           |                                                                                           |                                                                                       | | |                                                                  |                                                                                        |
| Разъёмы                           | Micro-DVI video port приложен DVI-D/VGA адаптер                        | Mini DisplayPort video port                                            | Mini DisplayPort video port                                            | Mini DisplayPort video port                                            | 1× Thunderbolt port                                                                                     | 1× Thunderbolt port                                                                          | 1× Thunderbolt port                                                                       | 1× Thunderbolt port                                                                       | 1× Thunderbolt port                                                                       | 1× Thunderbolt port                                                                   | N/A                                                                                                  | N/A                                                                                                  |                                                                  |                                                                                        |
| Разъёмы                           | Micro-DVI video port приложен DVI-D/VGA адаптер                        | Mini DisplayPort video port                                            | Mini DisplayPort video port                                            | 1× SD card slot (только 13")                                           | 1× SD card slot (только 13")                                                                            | 1× SD card slot (только 13")                                                                 | 1× SD card slot (только 13")                                                              | 1× SD card slot (только 13")                                                              | 1× SD card slot (только 13")                                                              | 1× SD card slot (только 13")                                                          | N/A                                                                                                  | N/A                                                                                                  |                                                                  |                                                                                        |
| Размеры                           | N/A                                                                    | N/A                                                                    | N/A                                                                    | 19,2 см Г × 29,95 см Ш × 0,3-1,7 см В (11")                            | 19,2 см Г × 29,95 см Ш × 0,3-1,7 см В (11")                                                             | 19,2 см Г × 29,95 см Ш × 0,3-1,7 см В (11")                                                  | 19,2 см Г × 29,95 см Ш × 0,3-1,7 см В (11")                                               | 19,2 см Г × 29,95 см Ш × 0,3-1,7 см В (11")                                               | 19,2 см Г × 29,95 см Ш × 0,3-1,7 см В (11")                                               | N/A                                                                                   | N/A                                                                                                  | N/A                                                                                                  |                                                                  |                                                                                        |
| Размеры                           | 22,7 см Г × 32,5 см Ш × 0,4-1,94 см В (13")                            | 22,7 см Г × 32,5 см Ш × 0,4-1,94 см В (13")                            | 22,7 см Г × 32,5 см Ш × 0,4-1,94 см В (13")                            | 22,7 см Г × 32,5 см Ш × 0,3-1,7 см В (13")                             | 22,7 см Г × 32,5 см Ш × 0,3-1,7 см В (13")                                                              | 22,7 см Г × 32,5 см Ш × 0,3-1,7 см В (13")                                                   | 22,7 см Г × 32,5 см Ш × 0,3-1,7 см В (13")                                                | 22,7 см Г × 32,5 см Ш × 0,3-1,7 см В (13")                                                | 22,7 см Г × 32,5 см Ш × 0,3-1,7 см В (13")                                                | 22,7 см Г × 32,5 см Ш × 0,3-1,7 см В (13")                                            | 21,24 Г × 30,41 Ш × 1,56 см В                                                                        | 21,24 Г × 30,41 Ш × 1,56 см В                                                                        | 21,24 Г × 30,41 Ш × 1,61 см В (13")                              | 21,5 см Г х 30,41 Ш х 1,13 см В                                                        |